# Mošt u vrenju
Mošt u vrenju je u Republici Hrvatskoj, u smislu Pravilnika o proizvodnji vina, proizvod od grožđa. To je proizvod dobiven vrenjem mošta, stvarne alkoholne jakosti veće od 1 vol.%, ali manje od tri petine ukupne volumne alkoholne jakosti. Pojačavanje alkoholne jakosti u moštu u vrenju može biti dodavanjem šećera, koncentriranog mošta ili rektificiranog koncentriranog mošta, u smislu članka 29., stavka 1., Zakona o vinu. U proizvodnji masulja dopušteno je 17 enoloških tehnoloških postupaka. Dopušteno je dodavanjem šećera, koncentriranog mošta ili rektificiranoga koncentriranog mošta. U moštu u vrenju dopušteno je provesti djelomično otkiseljavanje u zoni B, djelomično otkiseljavanje i dokiseljavanja u zoni C1 i C2 i djelomično dokiseljavanje u zoni C3. Doslađivanje stolnog vina i stolnog vina s kontroliranim zemljopisnim podrijetlom dopušteno je moštom koji ima do najviše istu ukupnu volumnu alkoholnu jakost kao i predmetno vino, ako je masulj, mošt, mošt u vrenju, mlado vino u vrenju i samo stolno vino ili stolno vino s kontroliranim zemljopisnim podrijetlom prošlo neki od postupaka pojačavanja. Druga dopuštena mogućnost doslađivanja je s koncentriranim ili rektificiranim koncentriranim moštom ako masulj, mošt, mošt u vrenju, mlado vino u vrenju i samo stolno vino ili stolno vino s kontroliranim zemljopisnim podrijetlom nisu prošli neki od postupaka pojačavanja, pri čemu se ukupna volumna alkoholna jakost smije povećati najviše za 2 vol.%.